# Anopyxis
Anopyxis, monotipki biljni rod iz porodice korenjaševki (Rhizophoraceae). Jedini predstavnik je A. klaineana, šumsko drvo iz zapadne tropske Afrike, visine do 45 (150 stopa) ili 50 metara i promjera d0 120 cm.
Koristi se u drvnoj industriji (stolarija, podovi), i međunarodnoj trgovini

## Sinonimi
- Pynaertia De Wild.
- Anopyxis ealaensis (De Wild.) Sprague
- Anopyxis occidentalis (A.Chev.) A.Chev.
- Macarisia klaineana Pierre
- Pynaertia ealaensis De Wild.
- Pynaertia occidentalis A.Chev.